# 上官婉児

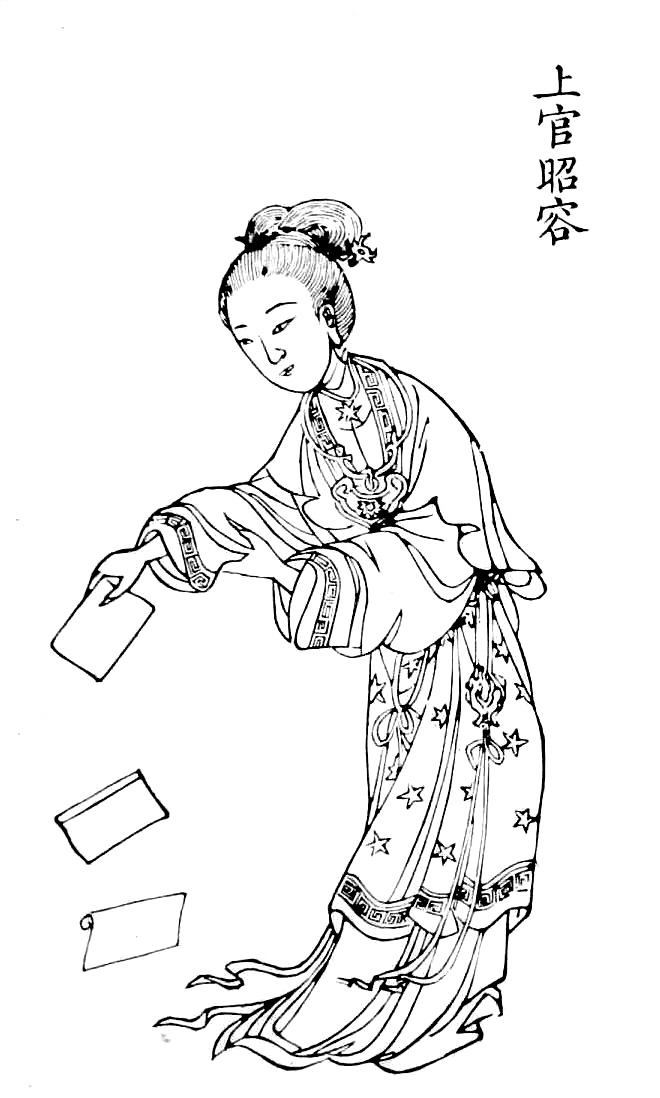
上官昭容（『百美新詠図伝』より）

上官 婉児（じょうかん えんじ、664年 - 710年）は、7世紀の中国唐代の詩人。上官昭容（じょうかん しょうよう）とも呼ばれる。陝州陝県の出身。本貫は隴西郡上邽県。祖父は上官儀。父は上官庭芝。

## 略歴
麟徳元年（664年）12月の上官儀・上官庭芝の誅殺により、一族の大半を処刑され、彼女も婢の身分に落とされているが、頭の良さと詩文の巧みさにより、則天武后に愛され、中宗の時期、昭容（正二品）の女官のポストを与えられた。中宗は「修文館」を建て、公卿の文学者20名を選び、宴や詩会を開催し、金爵を賜っている。婉児は先生格で、鬢の男子を導いている。群臣たちは競作し、添削を請い、婉児の影響で宮廷内では詩が流行したという。
だが、その反面、則天武后の甥の武三思とも関係を持ち、中宗と韋皇后に彼のことを推薦し、取り立てるように計らってもいる。韋皇后に則天武后の故事を吹き込み、皇帝にかわって権力の座につくことを薦めた。そのため、韋皇后のクーデターが失敗に終わった際に、李隆基（後の玄宗）の目の前に引き出され、誅殺された。
没後の開元年間に、『詔張説題篇』20巻が出版されている。代表作に『綵書怨』（さいしょえん）など。

## 人物
2013年、西安空港の建設中に見つかった上官婉児の墓の墓誌には「彼女は度々、中宗を諫めた」との記述がある。また、墓から発掘された俑からは、彼女が政務に携わる際には男装していたことがわかっている。更に単独で埋葬されていることから「後宮の女性」としてでなく「高級官僚」として扱われていたことがうかがえる。

## 伝記史料
- 『旧唐書』巻76 列伝第一后妃上 上官昭容
- 『新唐書』巻51 列伝第一后妃上 上官昭容

## 登場作品
映画
- 『王朝の陰謀 判事ディーと人体発火怪奇事件』（2010年）演：リー・ビンビン……役名は上官静児（チンアル）
- 『王朝の陰謀 武則天殺人事件』（2019年）演：趙帥

テレビドラマ
- 『則天武后』（1995年）演：茹萍（中国語版）
- 『武則天 秘史（中国語版）』（2011年）演：ジリアン・チョン
- 『二人の王女』（2012年）演：涂黎曼（中国語版）、孫耀琦（中国語版）
- 『謀りの後宮』（2013年）演：チェン・シウリー

戯曲
- 『則天武后』（郭沫若）